# Melodije morja in sonca 2012
32. festival Melodij morja in sonca je potekal v soboto, 7. julija 2012, v Avditoriju Portorož. Organizacijo sta prevzela Avditorij Portorož in RTV Slovenija, ki sta festival po dvoletnem premoru ponovno obudila. Prireditev so povezovali Lorella Flego, Boštjan Romih in Katja Pišot. V spremljevalnem programu so nastopili Oto Pestner, Alenka Godec, 6pack Čukur, Klapa Solinar in Lea Sirk ter plesna skupina Maestro.
Na festivalu se je predstavilo 14 pesmi. Ustvarjalci festivala so pod umetniškim vodstvom Slavka Ivančića k sodelovanju povabili 7 avtorjev: Danila Kocjančiča, Matjaža Vlašiča, Gabra Radojeviča, Rudija Bučarja, Janeza Bončino - Benča, Aleša Klinarja in Marina Legoviča. Ti so posebej za festival pripravili skladbe, ki so jih izvedli Danilo Kocjančič & Friends, Nuša Derenda, Eva Boto, Rudi Bučar & Istrabend, Vlado Pilja, Saša Lendero in Irena Vrčkovnik. Preostalih 7 skladb je izborna komisija v sestavi Mojce Menart, Slavka Ivančića, Iva Umka, Lade Tancer in Leana Klemenca izbrala med 80 prijavami, prispelimi na javni razpis za sodelovanje na festivalu. Izbrani so bili Jerica Haber, K'r en Brass band & Tulio, Mambo Kings, Matjaž Jelen, Tvoj glas, Polona Furlan in Enzo Hrovatin.
Izbrane so bile tudi 3 rezervne skladbe, ki pa se na sam festival niso uvrstile:
| #  | Izvajalec              | Naslov pesmi   | Avtor glasbe             | Avtor besedila         |
| -- | ---------------------- | -------------- | ------------------------ | ---------------------- |
| 1. | Alex Volasko           | Tvoj nasmeh    | Alex Volasko, Miha Gorše | Alex Volasko           |
| 2. | Damiano Roi            | Ladje          | Andrej Babić             | Igor Pirković          |
| 3. | Milan Pečovnik - Pidži | Najino poletje | Milan Pečovnik - Pidži   | Milan Pečovnik - Pidži |

Zmagovalka festivala je bila Nuša Derenda s pesmijo Za stare čase.

## Tekmovalne skladbe
| #   | Izvajalec                  | Naslov pesmi           | Avtor glasbe             | Avtor besedila                        | Avtor aranžmaja           | Uvrstitev |
| --- | -------------------------- | ---------------------- | ------------------------ | ------------------------------------- | ------------------------- | --------- |
| 1.  | Matjaž Jelen               | Med spomini Pirana     | Leon Oblak, Matjaž Jelen | Leon Oblak                            | Matjaž Jelen              | 6.        |
| 2.  | Rudi Bučar & Istrabend     | Slon                   | Rudi Bučar               | Rudi Bučar                            | Rudi Bučar                | 9.        |
| 3.  | K'r en Brass band & Tulio  | Najboljša pesem        | Dejan Semolič            | Drago Mislej - Mef                    | Andrea Flego              | 13.       |
| 4.  | Tvoj glas                  | Letimo naprej          | Anamarija Jemec          | Maja Bobnar, Anamarija Jemec, Metulji | Tvoj glas, Miha Gorše     | 10.       |
| 5.  | Eva Boto                   | Dvigni mi krila        | Gaber Radojevič          | Gaber Radojevič                       | Gaber Radojevič, Lea Sirk | 2.        |
| 6.  | Danilo Kocjančič & Friends | Daj, daj, daj          | Danilo Kocjančič         | Drago Mislej - Mef                    | Matjaž Sterže             | 4.        |
| 7.  | Enzo Hrovatin              | Nostalgico ritmo       | Enzo Hrovatin            | Enzo Hrovatin                         | Martin Štibernik          | 8.        |
| 8.  | Vlado Pilja                | Rad bi šel na morje    | Janez Bončina - Benč     | Janez Bončina - Benč                  | Janez Bončina - Benč      | 12.       |
| 9.  | Mambo Kings                | Mambo cola             | Dare Kaurič              | Matjaž Zupan                          | Dare Kaurič               | 11.       |
| 10. | Saša Lendero               | Od Portoroža do Pirana | Aleš Klinar              | Aleš Klinar                           | Miha Hercog               | 7.        |
| 11. | Nuša Derenda               | Za stare čase          | Matjaž Vlašič            | Urša Vlašič                           | Raay                      | 1.        |
| 12. | Irena Vrčkovnik            | Il tempo passato       | Marino Legovič           | Leon Oblak                            | Marino Legovič            | 3.        |
| 13. | Polona Furlan              | Taka kot sem           | Sašo Fajon               | Polona Furlan                         | Sašo Fajon                | 5.        |
| 14. | Jerica Haber               | Ni moj svet            | Vasilij Sušanj           | Jerica Haber, Vasilij Sušanj          | Denis Beganovič           | 14.       |

## Glasovanje
O zmagovalcu je odločalo telefonsko glasovanje (25 %), glasovanje občinstva v Avditoriju s posebnimi glasovalnimi vstopnicami (25 %), glasovanje izbranih radijskih postaj, in sicer Radia Koper, Radia Maribor, 1. programa Radia Slovenija, Radia Celje in Radia Murski val (25 %), in glasovanje strokovne žirije (25 %).  Strokovna žirija je največ točk podelila Enzu Hrovatinu, radijske postaje so največ točk namenile Matjažu Jelenu, občinstvo v Avditoriju je najbolj navdušila Eva Boto, zmagovalka telefonskega glasovanja pa je bila Nuša Derenda.
| Izvajalec                  | Strokovna žirija | Radijske postaje | Občinstvo | Televoting | Skupaj | Uvrstitev |
| -------------------------- | ---------------- | ---------------- | --------- | ---------- | ------ | --------- |
| Matjaž Jelen               | 5                | 12               | 2         | 1          | 20     | 6.        |
| Rudi Bučar & Istrabend     | 4                | 5                | 1         | 3          | 13     | 9.        |
| K'r en Brass band & Tulio  | 3                |                  | 3         |            | 6      | 13.       |
| Tvoj glas                  |                  |                  | 5         | 6          | 11     | 10.       |
| Eva Boto                   | 6                | 1                | 12        | 7          | 26     | 2.        |
| Danilo Kocjančič & Friends | 2                | 10               | 8         | 4          | 24     | 4.        |
| Enzo Hrovatin              | 12               |                  |           | 2          | 14     | 8.        |
| Vlado Pilja                | 1                | 6                |           |            | 7      | 12.       |
| Mambo Kings                |                  | 4                | 4         |            | 8      | 11.       |
| Saša Lendero               |                  |                  | 10        | 10         | 20     | 7.        |
| Nuša Derenda               | 7                | 7                | 7         | 12         | 33     | 1.        |
| Irena Vrčkovnik            | 8                | 2                | 6         | 8          | 24     | 3.        |
| Polona Furlan              | 10               | 8                |           | 5          | 23     | 5.        |
| Jerica Haber               |                  | 3                |           |            | 3      | 14.       |

## Nagrade
Veliko nagrado Melodij morja in sonca 2012 je prejela Nuša Derenda.
Nagrado za najboljšega debitanta je prejela Eva Boto.
Strokovna žirija v sestavi Patrik Greblo, Miša Čermak, Lean Klemenc, Mojca Menart in Matjaž Murko je podelila:
- nagrado za najboljše besedilo, ki jo je prejela Polona Furlan za pesem Taka kot sem,
- nagrado za najboljši aranžma, ki jo je prejel Martin Štibernik za pesem Nostalgico ritmo,
- nagrado za najboljšo glasbo, ki jo je prejel Enzo Hrovatin za pesem Nostalgico ritmo, in
- nagrado za najboljšo izvedbo, ki jo je prejela Irena Vrčkovnik.